# 王宽 (南陈)
王宽（？—？），琅邪郡临沂县（今山东省临沂市）人，王琳之孙，王固之子，陈废帝皇后王少姬的兄弟。

## 生平
太建十二年（580年），吏部侍郎出缺，有关部门屡次举荐王宽和谢燮出任吏部侍郎，陈宣帝陈顼都不任用，从皇宫中亲笔下诏以萧引出任吏部侍郎。王宽后在南陈官至司徒左长史、侍中。
祯明三年正月甲申（589年2月10日），陈后主陈叔宝派遣各路军队与贺若弼交战，南陈军队都战败了。贺若弼乘胜到了乐游苑，进攻宫城，烧北掖门，韩擒虎率领部下从南掖门进入宫城，城内的南陈文武百官都逃走了，只有尚书仆射袁宪在殿内，尚书令江总、吏部尚书姚察、度支尚书袁权、前任度支尚书王瑗、侍中王宽在尚书省中。

## 夫人
- 义安公主[5]